# Soziale Systeme (1984)
In Soziale Systeme. Grundriß einer allgemeinen Theorie legt Niklas Luhmann auf 661 Seiten die Grundbegriffe und Grundentscheidungen seiner soziologischen Systemtheorie dar. Das Werk entstand im Jahr 1983, als Luhmann sich mit Hilfe der Unterstützung durch die Deutsche Forschungsgemeinschaft auf die Zusammenfassung der von ihm entwickelten Ansichten konzentrieren konnte. Es ist die erste komplette Zusammenfassung der bis dahin entstandenen Theoriebestandteile. Die darin beschriebenen Ziele, Voraussetzungen und Thesen sowie die Erarbeitung wesentlicher Grundbegriffe behielten unverändert ihre Gültigkeit in den darauf folgenden Jahren, in denen Luhmann weitere Werke über verschiedene soziale Systeme vorlegte, bis zum Abschluss des Hauptwerks Die Gesellschaft der Gesellschaft (1997). 

## Inhalt

### „Paradigmawechsel in der Systemtheorie“
Niklas Luhmann nimmt Abstand von einer weiteren Interpretation und Anwendung der Schriften der Klassiker der Soziologie und in diesem Sinne von der Fortführung der alteuropäischen Tradition und Logik bei der Theoriebildung über Gesellschaft. Er bezieht sich auf einen „Paradigmawechsel der Systemtheorie“ und setzt dabei neue Leitdifferenzen und Denkweisen an den Anfang, die er aus der Entwicklung der Systemtheorie entnahm, und die damals noch nicht weit zurücklag (1950er bis 1970er Jahre; unter anderem von Talcott Parsons und Gregory Bateson). Luhmann ersetzte die traditionelle Differenz von Ganzem und Teil durch die Differenz von System und Umwelt und das Paradigma offener Systeme durch die Theorie (geschlossener) selbstreferentieller Systeme. Luhmann erweitert diese Ersetzungen dadurch, dass er zusätzlich den Begriff der Autopoiesis auf soziale und psychische Systeme anwendet; dies ist eine zentrale Neuerung, die Luhmann in diesem Werk zusammenfassend ausarbeitete und in seine Theorie einbettete. Auf der Ebene der Konstitution der ereignishaften Elemente des Systems wird eine basale Selbstreferenz verortet; das bedeutet, dass die Einheit eines sozialen oder psychischen Systems und mit ihr die ereignishaften Elemente, aus denen es besteht (Gedanken oder Kommunikationen), durch das System selbst (autós) erzeugt oder „hergestellt“ werden (poiein). Gedanken folgen auf Gedanken und bilden somit ein geschlossenes psychisches System. Kommunikationen folgen auf Kommunikationen und bilden somit ein geschlossenes soziales System.

### Grundbegriffe und Grundentscheidungen
In den Hauptkapiteln legt Luhmann die Grundbegriffe und Grundentscheidungen seiner Theorieanlage dar und grenzt die Begriffe von ihrer traditionellen Verwendung ab. In dieser Abgrenzung und Neubeschreibung ist die Leistung zu sehen, die Luhmann mit diesem Werk vorgelegt hat. Die weitere Ausarbeitung der Theorie und die damit verbundene Beschreibung der funktionalen Ausdifferenzierung der Gesellschaft in verschiedene Systeme (Wissenschaft, Wirtschaft, Kunst u. a.) folgte in den Jahren danach.
Die Darlegungen beschäftigen sich mit der Übernahme des phänomenologischen Sinnbegriffs bei der Beschreibung psychischer und sozialer Systeme, mit der Annahme einer doppelten Kontingenz, die aus einer gegenseitigen Intransparenz der psychischen Systeme (Bewusstseine) füreinander hervorgeht, als wesentliche Voraussetzung für die Bildung sozialer Systeme, mit der Ausarbeitung eines speziellen systemtheoretischen Kommunikationsbegriffs, mit der Hauptdifferenz von System und Umwelt, mit der gleichzeitigen und sich gegenseitig bedingenden Entwicklung psychischer und sozialer Systeme („Interpenetration“), mit der Aufnahme weiterer damals aktueller soziologischer Themen und Begriffe wie Struktur, Widerspruch, Konflikt, Gesellschaft sowie mit erkenntnistheoretischen Folgerungen.

## Rezeption
Das Werk wurde von einzelnen Forschern fast aller Wissenschaftsbereiche rezipiert, beispielsweise in der Rechtsphilosophie, und für die systemische Beratung. Ideen dieses Werks und anderer Werke Luhmanns wurden wiederholt z. B. von Jürgen Habermas kritisch diskutiert.

### Primärliteratur
Soziale Systeme. Grundriß einer allgemeinen Theorie. Suhrkamp, Frankfurt am Main 1984, ISBN 3-518-28266-2.

### Sekundärliteratur (Auswahl)
- Daniel Zolo: Reflexive Selbstbegründung der Soziologie und Autopoiesis. In: Soziale Welt 36, 1985, S. 519–534.
- Dirk Baecker, Jürgen Markowitz, Rudolf Stichweh (Hrsg.): Theorie als Passion. Niklas Luhmann zum 60. Geburtstag. Suhrkamp, Frankfurt am Main 1987.
- Hans Haferkamp, Michael Schmid (Hrsg.): Sinn, Kommunikation und soziale Differenzierung. Beiträge zu Luhmanns Theorie sozialer Systeme. Suhrkamp, Frankfurt am Main 1987.
- Werner Krawietz, Michael Welker (Hrsg.): Kritik der Theorie sozialer Systeme. Suhrkamp, Frankfurt am Main 1992. ISBN 978-3-531-15177-9.
- Georg Kneer, Armin Nassehi (Hrsg.) Niklas Luhmanns Theorie sozialer Systeme. Wilhelm Fink Verlag, München 1993. ISBN 3825217515.
- Andreas Metzner: Probleme sozio-ökologischer Systemtheorie – Natur und Gesellschaft in der Soziologie Luhmanns. Westdeutscher Verlag, Opladen 1993, ISBN 978-3531124711 (Volltext).
- Andreas Göbel: Theoriegenese als Problemgenese: Eine problemgeschichtliche Rekonstruktion der soziologischen Systemtheorie Niklas Luhmanns. Universitätsverlag Konstanz, Konstanz 2000, ISBN 3-87940-702-9 (Zugl.: Essen, Univ. Diss. 1999).
- Claudio Baraldi, Giancarlo Corsi, Elena Esposito: GLU. Glossar zu Niklas Luhmanns Theorie sozialer Systeme. Suhrkamp, Frankfurt am Main 2003, ISBN 3-518-28826-1 (Nachdruck; stw 1226).
- Christian Schuldt: Systemtheorie. 2. Auflage. Europäische Verlagsanstalt, Hamburg 2006, ISBN 3-434-46153-1.
- Walter Reese-Schäfer: Niklas Luhmann zur Einführung. Junius, Frankfurt am Main 2001, ISBN 3-88506-305-0 (bis zur 3. Auflage als Luhmann zur Einführung).
- Dirk Baecker: Wozu Systeme? 2002, ISBN 3931659232
- Thomas Latka: Topisches Sozialsystem. 2003, ISBN 3896703218
- Gralf-Peter Calliess: Systemtheorie Luhmann / Teubner. In: Sonja Buckel (Hrsg.), Ralph Christensen (Hrsg.), und Andreas Fischer-Lescano (Hrsg.): Neue Theorien des Rechts. UTB, Stuttgart 2006, ISBN 3825227448.